# Adam Afzelius
Adam Afzelius (1750 - 1837) a fost un botanist suedez. Adam Afzelius a fost unul din cei mai cunoscuți studenți ai lui Carl Linne. A fost profesor de limbi orientale din 1777 la Universitatea din Uppsala, iar din 1785 - asistent în cadrul laboratorului de botanică. A studiat intens ciupercile, iar între 1792 - 1796, flora de pe coasta Africii de Vest.
1. 1 2 3  Larvs kyrkoarkiv, Födelse- och dopböcker, SE/GLA/13316/C/4 (1745-1829), bildid: C0051317_00034 (în suedeză), födelse- och dopbok[*], p. 49, accesat în 3 mai 2018
2. 1 2 3 4 5  Adam Afzelius (în suedeză)
3. 1 2  Czech National Authority Database, accesat în 23 noiembrie 2019
4. ↑  Uppsala domkyrkoförsamlings kyrkoarkiv, Död- och begravningsböcker, SE/ULA/11632/F/5 (1836-1861), bildid: C0004351_00015 (în suedeză), church death record[*], accesat în 3 mai 2018
5. ↑  Afzelius, Adam Född: 1750-10-08 Avliden: 1837-01-30, Svenskagravar.se[*], accesat în 1 iunie 2019
6. ↑  „Adam Afzelius”, Gemeinsame Normdatei, accesat în 30 martie 2015
7. ↑  Autoritatea BnF, accesat în 10 octombrie 2015